# Borgo Val di Taro
Borgo Val di Taro, även benämnd Borgotaro, är en stad och kommun i provinsen Parma i regionen Emilia-Romagna i norra Italien. Kommunen hade 6 849 invånare (2018) och gränsar till kommunerna Albareto, Bardi, Berceto, Compiano, Pontremoli och Valmozzola.
Staden ingår i Cittaslow-nätverket.